# Liste der Kulturdenkmale in Witterda
In der Liste der Kulturdenkmale in Witterda sind alle Kulturdenkmale der thüringischen Gemeinde Witterda (Landkreis Sömmerda) und ihrer Ortsteile aufgelistet (Stand: 2006).

## Witterda
Einzeldenkmale
| Bild                                    | Bezeichnung                                                                         | Lage                          | Datierung | Beschreibung | ID |
| --------------------------------------- | ----------------------------------------------------------------------------------- | ----------------------------- | --------- | ------------ | -- |
| weitere Bilder Fotos hochladen          | Katholische Kirche mit Ausstattung, Kirchhof mit barocken Grabmälern und Ummauerung | (Karte)                       | 1553      |              |    |
| Direkt Bild zu diesem Denkmal hochladen | Evangelische Kapelle mit Ausstattung                                                | Koordinaten fehlen! Hilf mit. |           |              |    |
| Direkt Bild zu diesem Denkmal hochladen | Torfahrt                                                                            | Breite Straße 102             |           |              |    |
| Direkt Bild zu diesem Denkmal hochladen | Wohnhaus                                                                            | Breite Straße 107             |           |              |    |
| Direkt Bild zu diesem Denkmal hochladen | Hofanlage mit Torfahrt                                                              | Breite Straße 136             |           |              |    |
| Direkt Bild zu diesem Denkmal hochladen | Hofanlage                                                                           | Breite Straße 139             |           |              |    |
| Direkt Bild zu diesem Denkmal hochladen | Hofanlage                                                                           | Breite Straße 144             |           |              |    |
| Fotos hochladen                         | ehemaliges Pfarrhaus                                                                | Kirchberg 64                  |           |              |    |
| Direkt Bild zu diesem Denkmal hochladen | Torfahrt und Portal                                                                 | Kirchberg 77                  |           |              |    |
| Direkt Bild zu diesem Denkmal hochladen | Torfahrt                                                                            | Kleinfahnersche Straße 219    |           |              |    |
| Fotos hochladen                         | Portal                                                                              | Lange Straße 95               |           |              |    |
| Fotos hochladen                         | Torfahrt                                                                            | Lange Straße 97               |           |              |    |
| Direkt Bild zu diesem Denkmal hochladen | Torfahrt                                                                            | Lange Straße 101              |           |              |    |
| Direkt Bild zu diesem Denkmal hochladen | Torfahrt und Portal sowie Torhaus                                                   | Lange Straße 103              |           |              |    |
| Direkt Bild zu diesem Denkmal hochladen | Torfahrt                                                                            | Lange Straße 151              |           |              |    |
| Direkt Bild zu diesem Denkmal hochladen | Hofanlage                                                                           | Tanzplatz 91                  |           |              |    |

## Friedrichsdorf
Einzeldenkmale
| Bild                                    | Bezeichnung                 | Lage         | Datierung | Beschreibung | ID |
| --------------------------------------- | --------------------------- | ------------ | --------- | ------------ | -- |
| Direkt Bild zu diesem Denkmal hochladen | Hofanlage (Hauptstraße 1)   | Dorfstraße 1 |           |              |    |
| Fotos hochladen                         | ehemaliges Gemeindebackhaus | Dorfstraße 3 |           |              |    |
| Direkt Bild zu diesem Denkmal hochladen | Glockenhaus mit Glocke      | Dorfstraße   |           |              |    |

## Quelle
- Landkreis Sömmerda. (Memento vom 1. Februar 2017 im Internet Archive; PDF; 160 kB) landkreis-soemmerda.de, Auszug aus dem Denkmalbuch des Landes Thüringen